# Heliophanus dunini
Heliophanus dunini is een spinnensoort in de taxonomische indeling van de springspinnen (Salticidae).
Het dier behoort tot het geslacht Heliophanus. De wetenschappelijke naam van de soort werd voor het eerst geldig gepubliceerd in 1997 door Rakov & Dmitri Viktorovich Logunov.